# Іто Дзякутю
Іто Дзякутю (*伊藤 若冲, 2 березня 1716 — 27 жовтня 1800) — японський художник періоду Едо.

## Життєпис
Старший син Іто Ґендзаемона, власника магазину бакалійного краму «Масуя» в Кіото. Народився у 1716 році, отримавши ім'я Сункйо. З дитинства виявив хист до малювання. Водночас долучався до родинної справи. Після церемонії повноліття отримав ім'я Дзокін. У 1739 році після смерті батька стає власником магазину, яким керував до 1755 року, коли передав його одному зі своїх братів.
Спочатку був самоуком, потім на думку дослідників міг навчатися в осацького художника Оока Сунбоку. Згодом стає самостійним майстром. Для малювання на березі річки Камо спорудив 2-поверхову студію «Сін'ен-кан» («Маєток віддаленого серця»).
Товаришував з ченцем Дайтен Кендзьо, представником секти Ріндзай. Завдяки цьому, з одного боку, дістав можливість ознайомитися з колекцією японських і китайських картин Сьококу-дзі, а також увійшов до мистецьких та буддистських кіл. Останнє сприяло збільшенню кількості клієнтури. Тоді ж отримав буддистське ім'я Дзякутю (Наче порожнеча), під яким уславився.
Протягом решти життя отримував численні замовлення від знаті, а також від буддистських й синтоїстських храмів й монастирів по всій Японії, зокрема Рокуондзі.
У 1788 року внаслідок великої пожежі в Кіото втратив будинок та весь статок, тому вимушений був стати ченцем в монастирі Секіходзі (південна околиця Кіото), де й помер у 1800 році.

## Творчість
Зазвичай працював на мідних дощечках, а також створював картини на шовку. Його стиль поєднував китайські та японські традиції і західноєвропейські техніки, зокрема застосування перспективи. Створюючи ксилографії, застосовував метод такку ханґа (тертя принтів). Зображував тварин (часто тигра), квіти і птахів (курки, півні і папуги, рідше фенікса) в досить екзотичному вигляді. Був дуже відомий і приймав замовлення на розпис ширм і храмові картини.
Особливо відома серія з 30 картин «Тварини і рослини рослинного саду», 27 висячих сувоїв «Картини барвистого світу живих істот» (1757—1770 роки, для Сьококудзі) і триптих «Будда з учнями». У 1890-х роках створив зображення різних квітів, що увійшли до «Альбому Дзякутю».